# Ugam
L'Ugam (in uzbeco Угом?; in kazako Өгем?, Ögem; in russo Уга́м?, Ugam) è un affluente di destra del Chirchik che scorre in Kazakistan e in Uzbekistan.

## Descrizione
Nasce sul versante occidentale dei monti Ugam, al confine tra Kazakistan e Uzbekistan. Si dirige prima verso ovest, poi a sud-ovest, lungo il fianco occidentale dei monti Ugam, attraverso il distretto di Qazyǧūrt della regione di Turkistan. In seguito, volge a sud e raggiunge la regione di Tashkent in Uzbekistan. Ad ovest del fiume si estende la catena montuosa del Karzhantau. L'Ugom, infine, confluisce da destra nel Chirchik a valle del bacino di Charvak.
L'Ugom ha una lunghezza di 74 km e drena un'area di 869 km²; la sua portata media è di 20,9 m³/s.